# Saint-Vincent-sur-Jabron
Saint-Vincent-sur-Jabron – miejscowość i gmina we Francji, w regionie Prowansja-Alpy-Lazurowe Wybrzeże, w departamencie Alpy Górnej Prowansji.

## Demografia
Według danych na rok 1990 gminę zamieszkiwało 151 osób, a gęstość zaludnienia wynosiła 5 osób/km². W styczniu 2015 r. Saint-Vincent-sur-Jabron zamieszkiwały 234 osoby, przy gęstości zaludnienia wynoszącej 7,7 osób/km².